# Matang Nibong (Madat)
Matang Nibong is een bestuurslaag in het regentschap Aceh Timur van de provincie Atjeh, Indonesië. Matang Nibong telt 473 inwoners (volkstelling 2010).